# Luigi Sardei
Luigi Sardei, detto Gino (Thiene, 9 novembre 1937 – Thiene, 27 agosto 2014), è stato un calciatore italiano, di ruolo centrocampista.

## Biografia
Era fratello maggiore di Valentino Sardei, anch'egli calciatore in Serie A nelle file del Lanerossi Vicenza.

## Carriera
Nato calcisticamente nell'AC Thiene nel 1953, esordì in Prima squadra Cat. Promozione a diciassettenne segnando un gol stupendo da fuori area al debutto. In quella stagione 1954-55 il Thiene vinse oltre al campionato anche il titolo veneto di categoria passando in serie D. Gino venne acquistato dal Brescia in Serie B e rimase nella rosa l'annata 1956-57 assieme ad un altro thienese, Giuliano Paterno giunto nella stagione precedente. Nel 1957-58 Gino viene girato in Serie D all'Aurora Travagliato per "farsi le ossa" e nel 1958-59 ad Ivrea sempre in Serie D. La stagione successiva 1959-60 Gino torna nel vicentino in Serie D con lo Schio dove viene osservato giocare da Luigi Del Grosso (premio "Il seminatore d'oro"), allenatore della Reggiana, che l'annata successiva lo porta alla sua corte di Reggio Emilia in Serie B. Da attaccante lo trasforma in centrocampista. Nella stagione 1960-1961 quindi Sardei da centrocampista si consacra anche come cannoniere collezionando 15 reti, delle quali 3 segnate contro il Palermo che sta lottando con la Reggiana per la promozione in Serie A. La Reggiana giunge quarta ed il Palermo conquistando il terzo posto passa in Serie A. Nella campagna acquisti Sardei viene conteso tra Juventus, Inter e Mantova, ma all'ultimo minuto del calcio mercato la spunta proprio il Palermo che offre la cifra più alta. Con i rosa-nero colleziona solo 7 presenze in Serie A  nella stagione 1961-1962; nel corso della quale ha un malanno fisico e viene trasferito al Bari in Serie B. L'anno successivo, dopo aver iniziato il campionato con i pugliesi, passa al Catanzaro e oramai guarito dal problema fisico, torna in forma giocando alla grande, spesso come capitano della squadra calabrese e con la quale rimane per 6 stagioni, dal 1962 al 1968. Con i giallorossi del Catanzaro "ammazza grandi" raggiunge la meta storica della finale di Coppa Italia 1965-1966 persa per 2-1 contro la Fiorentina nei tempi supplementari e per colpa di un rigore assegnato per un suo fallo di mano. Nel 1968-1969 Sardei ritorna a giocare a Schio in Serie D e nel 1970 torna alle origini nell'AC Thiene di Prima Categoria. Da "libero" e capitano porta la squadra rossonera in Serie D, squadra della sua città natale con la quale nel 1974 chiude la carriera.
Gino Sardei conta 125 presenze totali in Serie B con Reggiana, Bari e Catanzaro e 7 presenze in Serie A col Palermo.